# Church of Your Heart
A Church of Your Heart című dal az ötödik, és egyben utolsó kimásolt kislemeze a svéd Roxette duónak a Joyride című albumról. A dalt Per Gessle írta, mely Kanadában a 11. helyen szerepelt a slágerlistán. Az I Call Your Name - melyet eredetileg kislemezen korábban megjelentettek az 1986-os Pearls of Passion című debütáló albumukról a kislemez B. oldalára került a "Church of Your Heart". Az Egyesült Királyságban a dalt egy Megamix színesítette, mely a következő dalokból állt: It Must Have Been Love, Listen to Your Heart, The Look, Joyride és a Fading Like a Flower (Every Time You Leave Me).

## Megjelenések
- 7" & MC Single  Európai Unió EMI 1364577 ·  Amerikai Egyesült Államok EMI 4KM-50380)

1. "Church of Your Heart" – 3:16
2. "I Call Your Name" – 3:37

- 7" & MC Single  Egyesült Királyság EMI UKEM227

1. "Church of Your Heart" – 3:16
2. "Megamix" – 9:04

- CD Single  Európai Unió EMI 1364572

1. "Church of Your Heart" – 3:18
2. "I Call Your Name" – 3:37
3. "Come Back (Before You Leave)" (Demo, April 1990) – 4:11
4. "Soul Deep" (Tom Lord-Alge Remix) – 3:40

- CD Single   Egyesült Királyság UKCDEM227

1. "Church of Your Heart" – 3:18
2. "I Call Your Name" – 3:37
3. "Come Back (Before You Leave)" (Demo) – 4:11
4. "Fading Like a Flower (Every Time You Leave Me)" – 3:51

- CD Single  Egyesült Királyság UKCDEMS227

1. "Church of Your Heart" – 3:18
2. "I Call Your Name" – 3:37
3. "Soul Deep" (Tom Lord-Alge Remix) – 3:40
4. "Megamix" – 9:04

## Slágerlista
| Slágerlista (1992)                     | Legjobb helyezés |
| -------------------------------------- | ---------------- |
| Australia (ARIA)                       | 55               |
| Ausztria (Ö3 Austria Top 40)           | 24               |
| Belgium (Ultratop 50 Flanders)         | 35               |
| Kanada Top Singles (RPM)               | 11               |
| Kanada Adult Contemporary Tracks (RPM) | 26               |
| Németország (Media Control Charts)     | 28               |
| Írország (IRMA)                        | 24               |
| Hollandia (Single Top 100)             | 59               |
| Új-Zéland (Recorded Music NZ)          | 47               |
| Poland Airplay (LP3)                   | 14               |
| Spain (AFYVE)                          | 40               |
| Svédország (Sverigetopplistan)         | 21               |
| Egyesült Királyság (UK Singles Chart)  | 21               |
| US Billboard Hot 100                   | 36               |
| US Adult Contemporary (Billboard)      | 24               |

| Slágerlista (1992)       | Helyezés |
| ------------------------ | -------- |
| Canada Top Singles (RPM) | 93       |